# Quatre Fronts
Quatre Fronts (en castellà: Cuatro Frentes) és un joc de taula creat el 2012 per Gabriel Baldi Lemonnier.

## Història
Aquest professor uruguaià, el va inventar i patentà com a «Escacs Uruguaià» ("Ajedrez Uruguayo").
El joc és una variació dels escacs, per a dos, tres o quatre contrincants que juguen en parelles o de forma individual.
Encara que es jugui en parelles, els companys no poden parlar. Consisteix a moure les peces a través dels quadres negres o blancs d'un tauler, amb la intenció de capturar-les. Al tauler estàndard de vuit per vuit quadres, se li va agregar quatre seccions per les respectives formacions.
Les peces són dotze per cada jugador: el rei, la reina, l'alfil, el cavall, torre i peons, als quals s'agrega el príncep (peça que combina en cada jugada el moviment de l'alfil i la torre). Les peces són de color: blanc, negre, groc i vermell.

## Noms de les peces
| Idioma    | Rei    | Reina   | Torre   | Alfil    | Cavall      | Peó      | Príncep  | Joc            | Escac       | Escac i mat |
| --------- | ------ | ------- | ------- | -------- | ----------- | -------- | -------- | -------------- | ----------- | ----------- |
| Figuratiu | ♔      | ♕       | ♖       | ♗        | ♘           | ♙        | 180%     | ...            | +           | #           |
| Anglès    | K king | Q queen | R rook  | B bishop | N/Kt knight | (P) pawn | prince   | Four Fronts    | check       | checkmate   |
| Castellà  | R rey  | D reina | T torre | A alfil  | C caballo   | (P) peón | principe | Cuatro Frentes | jaque       | jaque mate  |
| Català    | R rei  | D reina | T torre | A alfil  | C cavall    | (P) peó  | príncep  | Quatre Fronts  | escac / xec | escac i mat |